# Factory (musikalbum)
Factory är den svenska rockgruppen Factorys självbetitlade debutalbum, utgivet på CBS Records 1979.

## Låtlista
Alla låtar är skrivna av Factory.
A
1. "Så e' livet" – 5:20
2. "Psalm 613" – 4:14
3. "Efter plugget" – 4:05
4. "Paula, två år" – 3:43
5. "Vi sticker - här blir inga barn gjorda" – 3:14

B
1. "Poängsamling" – 4:54
2. "Du kan sova gott i natt" – 4:50
3. "Lumpna funderingar" – 4:58
4. "Lagt kort ligger" – 4:43

## Medverkande
- Leif Allansson – mixning (A1, A3–B1), inspelning (A1, A3–B1)
- Labe Allwin – foto
- Jan Askelind – producent, arrangemang
- Anders Bühlund – layout
- Mats Carinder – sång
- Lennart Dannstedt – foto
- Anders Eljas – arrangemang (A1 och B1)
- Axel Gårdebäck – mixning (B4), inspelning (B4)
- Johan Langer – design
- Anders Larsson – mixning (A2, B2, B3), inspelning (A2, B2, B3)
- Lars Olof Larsson – gitarr (B1), piano, synth, orgel, bakgrundssång
- Ted Larsson – gitarr, bakgrundssång, synth, piano (A4)
- Swerre Nygren – illustration
- Peter Olsson – mixning (B4), inspelning (B4)
- Ken Siewertson – bas, bakgrundssång
- Stockholms hovkapell – stråkar
- Mats Söderberg – slagverk, bakgrundssång

## Listplaceringar
| Lista (1979) | Topplacering |
| ------------ | ------------ |
| Sverige      | 1            |

### Fotnoter
1. 1 2  ”Factory”. Discogs.com. http://www.discogs.com/Factory-Factory/release/990920. Läst 13 december 2012.
2. ↑  Placeringar på den svenska albumlistan